# エマニュエル・アフリカン・メソジスト監督教会
エマニュエル・アフリカン・メソジスト監督教会（エマニュエル・アフリカン・メソジストかんとくきょうかい、英語: Emanuel African Methodist Episcopal Church）は、サウスカロライナ州チャールストンにある教会である。アメリカ合衆国南部では最古のアフリカン・メソジスト監督教会であり、メリーランド州ボルチモア以南で最古の黒人教会である。日本語ではエマニュエル・アフリカ系メソジスト監督教会、エマニュエル・アフリカン・メソジスト・エピスコパル教会とも表記される。

## 歴史

### 創設
教会は1816年、チャールストンにあるメソジスト監督教会を埋葬地に関する論争を理由に退会したアフリカ系アメリカ人が創設した。白人のための教会、特にメソジスト監督教会は黒人の埋葬地に霊柩車の車庫を建てた時に侮辱行為をするなど過去数年から黒人への差別を強めていた。1818年、教会の指導者だったモリス・ブラウンは抗議の意で教会を去り、4,000人以上の黒人信者もついていき新たな教会に移った。
キリスト教信者の大半である白人信者は黒人に教育を受けさせないために黒人の礼拝時間を昼間に限定する条例の制定を州・市に求めた。1818年、市当局は140人もの黒人信者を逮捕し8人の教会指導者に罰金とムチ打ちを宣告した。1820年と1821年にも教会を再度捜索している。
1822年、教会創設者の1人であるデンマーク・ヴィージーが奴隷反乱とされる計画に関わったとされ、7月2日にヴィージーは他5人の容疑者と共に秘密裁判後死刑となり、創立以来の教会は白人至上主義者によって焼かれたが再建された。。しかし、チャールストンにおいて全ての黒人教会は非合法となり、南北戦争が終わる1865年まで団体は地下に潜らざるを得なかった。

### 南北戦争後

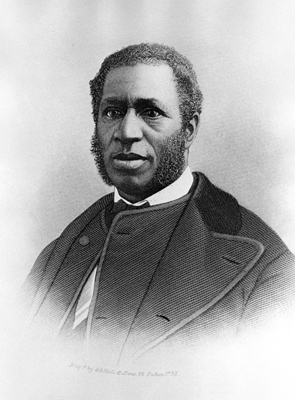
教会所属のリチャード・カイン牧師。レコンストラクション時のアメリカ合衆国下院議員

南北戦争後、ダニエル・ペイン監督はリチャード・H・カイン師を団体牧師に任命したが、この団体はエマニュエルA.M.E.やモリス・ブラウンA.M.E.になっていった。1872年、カイン師はサウスカロライナ州議会元老院議員(1868年-1872年)を経て共和党アメリカ合衆国下院議員になり、政治的立場において宗教指導者のしきたりを守っていた。
団体は教会を1865年と1872年にも奴隷制度廃止論者で教会共同創設者であるデンマーク・ヴィージーの息子で建築家のロバート・ヴィージーの主導で木造として再建していた。

1886年の地震による倒壊後、グロバー・クリーブランド大統領が再建のために教会へ10ドルの寄付を行い、「とても立派な大義に貢献できるのは非常にうれしい。」と述べた。しかし、民主党であるグロバーは「白人娼婦の駆け込み寺」だったコンフェデレート・ホームには20ドル寄付している。現在の教会は1891年に建設されたものである。南北戦争前の教会はカルホーン通りの北側にあったが、黒人は後年バウンダリー通りとなり教会が建っていたカルホーン通り南側から排除されていた。

### 20世紀
1907年3月、ブッカー・T・ワシントンがエマニュエルAME教会で講演しているが、観客の多くが白人でペンシルベニア州最高裁判所の関係者やチャールストン市長で弁護士かつニュース・アンド・クーリエ新聞の経営者だったロバート・グッドウィン・レットがいた。
1951年、教会は信者が2,400人に達し$47,000（2015年の価値で42万7000ドル）改築費用を確保、チャールストン・チャンバー・オブ・コマースから傑出した改善で受賞した。
1962年、教会の集会で南部キリスト教指導者会議のマーティン・ルーサー・キング・ジュニアとワット・ティー・ウォーカーは教会の信者に登録と投票を呼びかけた。1969年、コレッタ・スコット・キングはチャールストンの病院労働者によるストライキを支援するために教会までの1,500人デモ行進を指導、教会では武装したサウスカロライナ州兵と睨み合っており、教会牧師や900人のデモ参加者が逮捕された。
1989年にハリケーン・ヒューゴによる建物は被害を受け、大規模な修繕ですぐ錆びたり漏水するようになったトタン製屋根を銅の屋根板を結合したのに張り替えることで錆びで漏水を防いだ。

### 21世紀
2008年の時点で教会は1,600人以上の信者がおり、チャールストン・インターフェイス・クライシス・ミニストリーや他からの寄付による支援を受けている。また、地元の芸術コミュニティに関わっており2013年の展覧会やチャールストン・シンフォニー・オーケストラ・ゴスペル・クワイアのコンサートを主催している。
2010年に主任牧師で州議員のクレメンタ・ピンクニーは宗教と政治両方において、初期の教会指導者の伝統を持っており、リチャード・H・カイン師の再来と称されるようになった。
2012年12月31日、1863年1月1日に出た奴隷解放宣言の150周年を祝してウォッチナイト・サービスを開催した。チャールストンでは毎年1月1日にエマニュエルAME教会まで歩く奴隷解放の日パレードを開催している。
2015年6月17日、市警察の署長はバイブル・スタディーの最中に男が教会に入り9人を殺害したと発表した。署長はこの事件をヘイトクライムとみていて、クレメンタ・ピンクニーも犠牲になった。

## 建築物
この教会はこの地域において祭壇、聖餐の柵、信者席、照明器具といった教会のいくつかの歴史的な内装が状態良く残っている。2014年12月、アクセシビリティの向上を目的にエレベーターを建設するために資金調達を発表した。1902年にパイプオルガンが設置された。教会は2,500人収容可能でチャールストンにおいて最大級の黒人教会になっている。
一方で、シロアリに悩まされており、建物の構造が深刻に劣化しているとして州から構造調査のための連邦政府歴史的建造物保存費用として$12,330の援助を受けた。

## ドキュメンタリー
サウスカロライナ州におけるこの教会の運動を描くドキュメンタリー映画「The AME Movement: African Methodism in South Carolina」の製作のためにプロデューサーはKickstarterで資金を募るキャンペーンを2013年に行ったが目標額に達しず失敗に終わったが、映画製作のために様々なインタビューが行われた。